# 白令戈夫斯基區

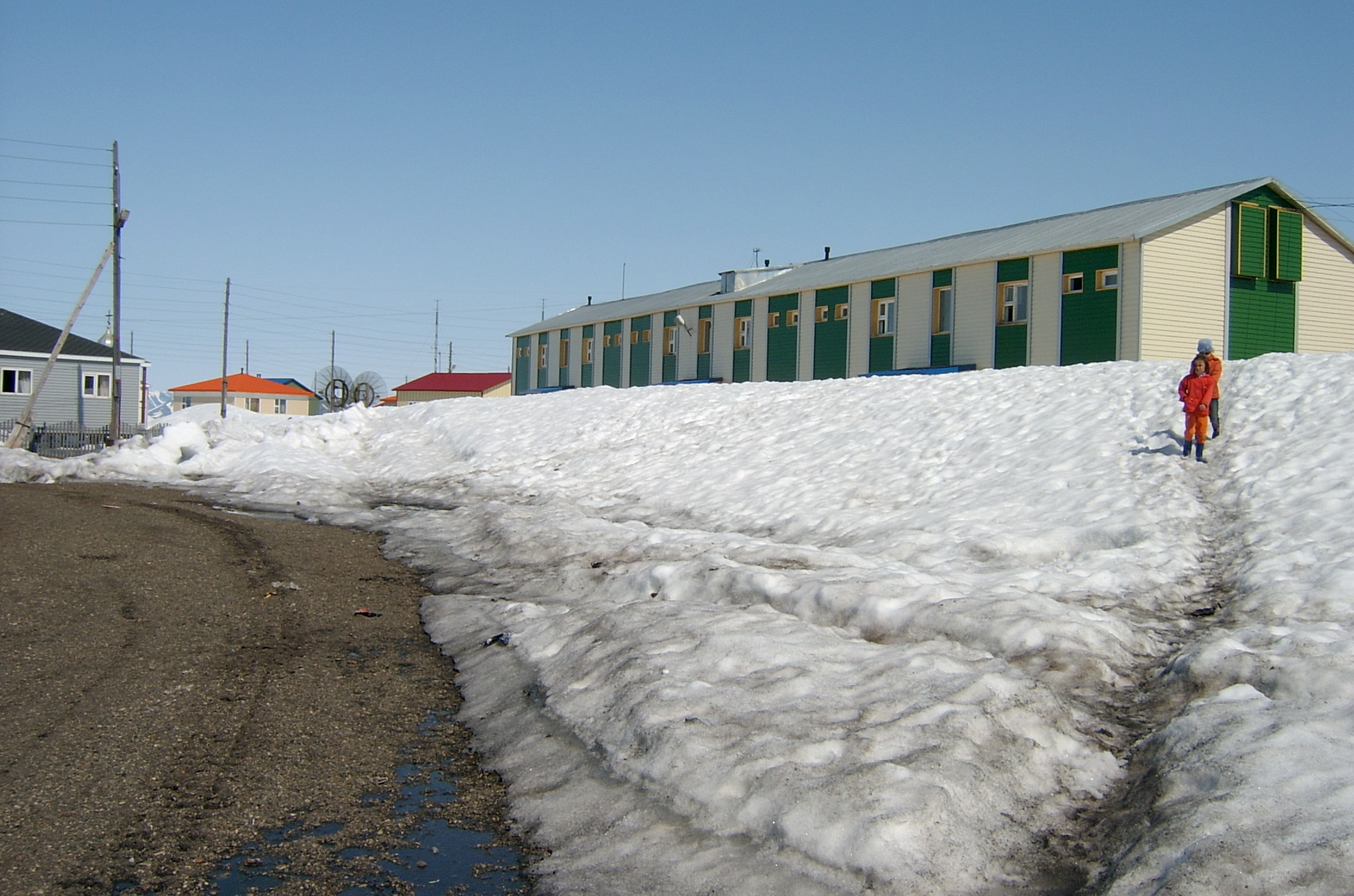

62°40′N 176°00′E / 62.667°N 176.000°E
白令戈夫斯基區（俄语：Беринговский район），是俄羅斯的一個區，位於該國東北部，由楚科奇自治區負責管轄，面積37.9平方公里，2010年人口2,402，人口密度每平方公里63.4人。
2011年划入阿纳德尔区。

### 脚注
1. ↑  .   [2021-07-13]. （原始内容存档于2021-12-07）.

### 其他
- Beringovsky District （页面存档备份，存于）